# Martin Krieger (Historiker)
Martin Krieger (* 11. Oktober 1967 in Hamburg) ist ein deutscher Historiker.

Der 1967 in Hamburg geborene Martin Krieger wuchs im Kreis Segeberg auf und studierte von 1987 bis 1993 Mittlere und Neuere Geschichte, Ur- und Frühgeschichte sowie Skandinavische Philologie an der Christian-Albrechts-Universität zu Kiel. Nach dem Magister 1993 absolvierte er von 1993 bis 1995 ein Promotionsstudium in Kiel und Greifswald. Er wurde 1996 promoviert über den dänischen Handel im 17. und 18. Jahrhundert. Von 1996 bis 2001 war Krieger wissenschaftlicher Assistent bei Michael North am Lehrstuhl für Allgemeine Geschichte der Neuzeit in Greifswald. Dort erfolgte 2001 seine Habilitation mit der Arbeit Patriotismus-Diskurs in Hamburg im Zeitalter der Frühaufklärung. Ab 2001 lehrte Krieger als Privatdozent an der Universität Greifswald. 2006/07 verbrachte er mit seiner Familie ein Jahr in Indien. Seit April 2009 ist Krieger ordentlicher Professor für Nordeuropäische Geschichte und Direktor des gleichnamigen Lehrstuhls an der Christian-Albrechts-Universität zu Kiel.
Krieger ist Herausgeber der im Böhlau Verlag erscheinenden Reihe Geschichte der Kontinente. Er veröffentlichte historische Studien über Tee und Kaffee. In der 2009 veröffentlichten Studie befasst er sich auf Basis eines kulturhistorischen Ansatzes mit der Geschichte des Teekonsums von seinen Anfängen in China bis zur „Globalisierung des Tees im 20. Jahrhundert“ (Kap. VII). Im Jahr 2017 veröffentlichte er eine Darstellung über Nathaniel Wallich, einen dänischen Botaniker und Mediziner des 19. Jahrhunderts.

## Schriften
Monografien
- Ein Gentleman und Amateurforscher. Prinz Friedrich August von Schleswig-Holstein in Indien. Solivagus Praeteritum, Kiel 2023, ISBN 978-3-947064-25-0.
- Die Geschichte des Tees. Anbau, Handel und globale Genussstrukturen. Böhlau, Köln u. a. 2021, ISBN 978-3-412-52205-6.
- Kaufleute, Seeräuber und Diplomaten. Der dänische Handel auf dem Indischen Ozean (1620–1868) (= Wirtschafts- und sozialhistorische Studien. Band 8). Böhlau, Köln u. a. 1998, ISBN 3-412-10797-2.
- Geschichte Asiens. Eine Einführung (= Geschichte der Kontinente. Band 1). Böhlau, Köln u. a. 2003, ISBN 3-8252-2382-5.
- Geschichte Hamburgs (= Beck’sche Reihe. Band 2606). Beck, München 2006, ISBN 3-406-53595-X.
- Patriotismus in Hamburg. Identitätsbildung im Zeitalter der Frühaufklärung. Böhlau, Köln u. a. 2008, ISBN 978-3-412-20121-0.
- Tee. Eine Kulturgeschichte. Böhlau, Köln u. a. 2009, ISBN 978-3-412-20427-3 (Rezension).
- Kaffee. Geschichte eines Genussmittels. Böhlau, Köln u. a. 2011, ISBN 978-3-412-20786-1 (2., überarbeitete und aktualisierte Auflage 2023, ISBN 978-3-412-52825-6).
- Kleine Geschichte Hamburgs. Beck, München 2014, ISBN 978-3-406-66193-8.
- Die Geschichte Helgolands. Wachholtz Murmann Publishers, Kiel u. a. 2015, ISBN 978-3-529-07601-5.
- Nathaniel Wallich. Ein Botaniker zwischen Kopenhagen und Kalkutta (= Reihe Zeit + Geschichte der Sparkassenstiftung Schleswig-Holstein. Band 46). Wachholtz Murmann Publishers, Kiel u. a. 2017, ISBN 978-3-529-06371-8.
- Die Ostsee. Raum – Kultur – Geschichte. Reclam, Ditzingen 2019, ISBN 978-3-15-011206-9.
- mit Dietrich Duppel: Nord-Ostsee-Kanal. Biografie einer Wasserstraße. Wachholtz, Kiel, Hamburg 2020, ISBN 978-3-529-05045-9.

Herausgeberschaften
- mit Michael North: Land und Meer. Kultureller Austausch zwischen Westeuropa und dem Ostseeraum in der frühen Neuzeit. Böhlau, Köln u. a. 2004, ISBN 3-412-17703-2.
- mit Florian Jungmann: Dänemark als globaler Akteur 17.-20. Jahrhundert. Koloniale Besitzungen und historische Verantwortung (= Kolonialismus und postkoloniale Perspektiven, Bd. 3). Solivagus Praeteritum, Kiel 2024, ISBN 978-3-947064-15-1.